# ماحامبت
ماخامبت (قزاقی: Махамбет) یک منطقه مسکونی و شهر در قزاقستان است که در استان آتیرائو واقع شده است. ماخامبت ۸۹۰۵ نفر جمعیت دارد.

## وجه تسمیه
«ماحامبت» در واقع تحول تاریخی در تلفظ قزاقی نام «محمد» می‌باشد، و بیشتر اشاره به شاعر و شخصیت سیاسی قزاق،‌ «ماحامبت اوته‌میس‌اولی» (محمد اوته‌میس‌اوغلو) (به قزاقی: Махамбет Өтемісұлы، ماحامبەت وتەمىسۇلى) دارد.